# José Mir Pallardó
José Mir Pallardó es un cirujano especializado en trasplantes hepáticos. Nació en el año 1940 en el Barrio de la Morería, en Mislata (Valencia), España.
Estudió en el Colegio de las Hermanas de la Doctrina Cristiana de su localidad de nacimiento. Se licenció y doctoró "Cum Laude" en medicina en la Facultad de Valencia. Completó su formación entre París, Suiza, Cambridge y San Francisco.
El trabajo del Dr. Mir y su equipo ha estado, durante 35 años, centrado en el desarrollo de la cirugía hepatobiliopancreática y el trasplante hepático.
Bajo su liderazgo ha conseguido la consolidación del Hospital La Fe de Valencia como centro de referencia para el tratamiento de la patología hepática y el trasplante hepático.
La Unidad de Cirugía y Trasplante Hepático del Hospital La Fe de la cual es Jefe, forma de hecho parte del Programa Europeo de Xenotrasplante. Una unidad que ha recibido la clasificación de sobresaliente en el registro europeo.

## Biografía
El Dr. José Mir Pallardó se licenció en 1965, médico residente del servicio de cirugía del Hospital Clínico con el Dr. Carbonell y prácticamente desde la inauguración del Hospital La Fe de Valencia forma parte de su cuadro médico pasando de médico adjunto de cirugía, a jefe clínico de cirugía, a jefe de la Unidad de Cirugía y Trasplante Hepático, a Jefe de Servicio de Cirugía General y del Aparato Digestivo y, finalmente, desde 2003 Director de Área de Cirugía del Hospital Universitari i Politècnic La Fe y del Departamento de Salud número 7 de la Conselleria de Sanitat de la Comunidad Valenciana.
El cirujano valenciano fue distinguido con el premio Rey Jaime I de Investigación Médica en el 2010, un galardón que recibirá durante una ceremonia que se celebrará el próximo otoño. Entonces, el ahora jefe del Departamento de Cirugía y del Servicio de Trasplantes en el Hospital La Fe estará jubilado. «Si Dios quiere el 20 de julio será mi último día de trabajo», señaló a LAS PROVINCIAS . Abandonará el centro valenciano con la sensación de haber cumplido; así lo avalan las cifras. 
El profesor Mir «ha desarrollado un equipo de trasplantes de hígado que sirve como referente nacional e internacional. Con un total de 1.680 trasplantes representa el primer centro español, con el 10% de todos los trasplantes nacionales y el 1% de la experiencia mundial», recordó el secretario de la Fundación Premios Rey Jaime.

## Premios y distinciones
En su haber cuentan distinciones y premios como:
- Miembro Honorario de la Sociedad de Cirujanos de Chile. Noviembre de 1995.
- Miembro Honorario de la Sociedad de Cirujanos del Perú. Mayo de 2001.
- Premio Jaume Pastor y Fluixá 9 de octubre de 2001.
- Premio de la Fundación Catalana de Trasplantes y de la Real Academia de Medicina de Cataluña.
- Medalla del Ministerio de Sanidad al Mérito Civil en Sanidad 2003.
- 'Más Alta Distinción' de la Generalidad Valenciana 2003.
- 'Premio Homenaje' de la Diputación de Alicante 2003.
- Premio 'Importante' Diario Levante 2004.
- Premio 'Valenciano del Siglo XXI' Diario Las Provincias 2005.
- Premio 'Llama Rotaria' Valencia 2006.
- Premio 'Investigación y Salud'de la Generalidad Valenciana. Julio de 2006.
- Premio 'Valencianos del Mundo 2007'.
- Premio 'Rey Jaime I de Investigación Médica' de la Generalitat Valenciana en el 2010

Además ha sido nominado siete veces para el Premio de Medicina Clínica Rey Jaime I y para el Premio Jaime I a la Innovación Científica. Tampoco ha faltado su nominación al Premio “Príncipe de Asturias”.